# Mafala
Mafala (arab. مفعلة) – miejscowość w Syrii, w muhafazie As-Suwajda. W 2004 roku liczyła 4168 mieszkańców.